# Flat (Puy-de-Dôme)
Flat is een plaats en voormalige gemeente in het Franse departement Puy-de-Dôme in de regio Auvergne-Rhône-Alpes) en telt 479 inwoners (2008). De plaats maakt deel uit van het arrondissement Issoire.

## Geschiedenis
Op 1 januari 2016 fuseerde de gemeente met het aangrenzende Aulhat-Saint-Privat tot de commune nouvelle Aulhat-Flat, waarvan Flat de hoofdplaats werd.

## Geografie
De oppervlakte bedraagt 4,22 km², de bevolkingsdichtheid is 91 inwoners per km².
De onderstaande kaart toont de ligging van Flat (Puy-de-Dôme) met de belangrijkste infrastructuur en aangrenzende gemeenten.

## Demografie
Onderstaande figuur toont het verloop van het inwonertal.